# Ricardo Pateiro
Ricardo da Costa Pateiro, ou Ricardo Pateiro, est un joueur de football portugais né le 31 mai 1980 à Setúbal.

## Biographie
Ce milieu de terrain joue principalement en faveur du CD Nacional et de l'União Leiria.
À l'issue de la saison 2009-2010, il compte à son actif un total de 63 matchs en 1re division portugaise.

## Palmarès
- Liga Vitalis  (D2 portugaise) :
  - Vice-champion en 2009 (UD Leiria).